# Тропа Хо Ши Мина

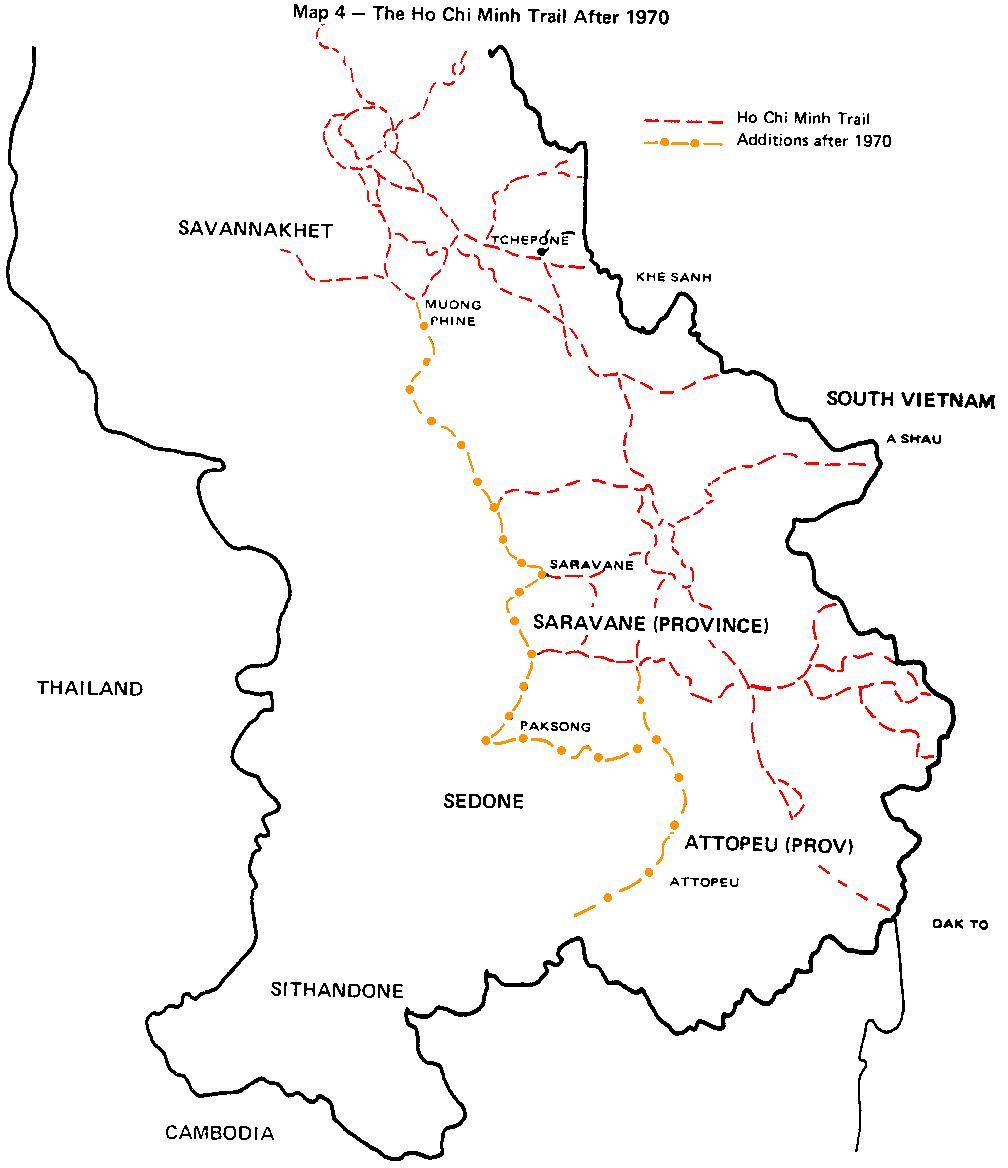
Тропа Хо Ши Мина на территории Лаоса в 1970 году.

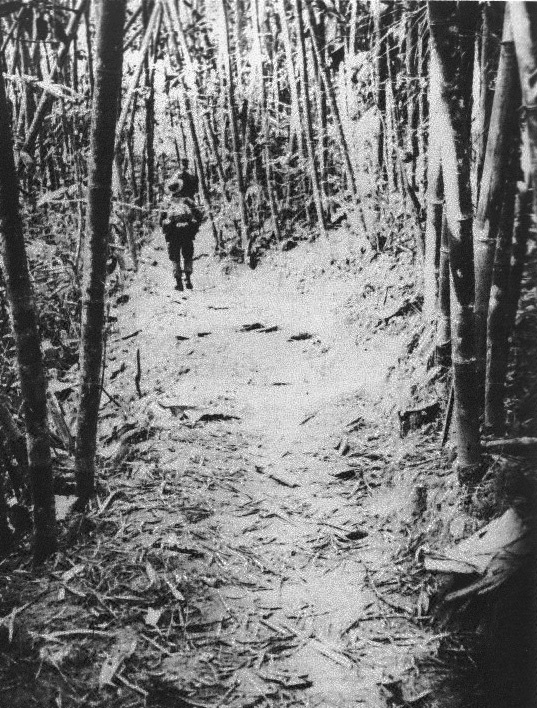
Тропа Хо Ши Мина на территории Лаоса, американское фото.

Тропа Хо Ши Мина (англ. The Ho Chi Minh trail, вьет. Đường Trường Sơn) — американское название всей совокупности сухопутных и водных транспортных путей общей протяжённостью свыше 20 тыс. км на территории Лаоса и Камбоджи, которые во время войны во Вьетнаме использовались Демократической Республикой Вьетнам для переброски военных материалов и войск в Южный Вьетнам.
Является одним из ключевых факторов, обеспечивших военную победу Северного Вьетнама. Термин «тропа Хо Ши Мина» имеет американское происхождение. В Северном Вьетнаме её называли «тропой Чыонгшон» (вьет. Đường Trường Sơn), по названию горного хребта Чыонгшон, который тянется по западной границе страны с севера на юг.

## История
С 1957 года в Южном Вьетнаме шла партизанская война, начатая силами НФОЮВ против режима Нго Динь Зьема. В 1959 году северовьетнамское руководство приняло решение об оказании военной поддержки повстанцам. В мае того же года была создана 559-я транспортная группа, перед которой была поставлена задача организовать маршрут переброски военных материалов в Южный Вьетнам. Поначалу такой маршрут северовьетнамцы попытались наладить непосредственно через демилитаризованную зону между двумя частями страны. Достаточно быстро этот путь был перекрыт и новый маршрут, в будущем получивший известность как «тропа Хо Ши Мина», прошёл в обход ДМЗ по территории Лаоса. Этому способствовал тот факт, что в Лаосе шла гражданская война, и граничащие с Северным и Южным Вьетнамом районы страны контролировались коммунистическим движением Патет-Лао. Камбоджа формально была нейтральной.
Алексей Васильев. “ТРОПА ХО ШИ МИНА”:

Северовьетнамские грузовики на «тропе». Фотография сделана военнослужащим MACV-SOG.

Сама «Тропа» была неким мистическим фантомом. Она существовала, о ней все знали, но она была табу в официальной пропаганде ДРВ и соответственно в советском информационном поле... Все годы долгой войны ДРВ отрицала наличие своих войск за пределами территории Вьетнама, а значит, и существование «Тропы Хо Ши Мина», а американцы отрицали свои бомбежки Лаоса и Камбоджи и присутствие там своих подразделений.

На протяжении всей войны «тропа Хо Ши Мина» постоянно расширялась. Она представляла собой несколько широких параллельных дорог, сочетавшихся со множеством небольших троп. На всём протяжении этой сети дорог располагались станции, на которых солдаты транспортных подразделений могли отдохнуть. Значительная часть дорог проходила в густых джунглях и лесах, делавших почти невозможным их обнаружение с воздуха. Все объекты на «тропе» были замаскированы. Дороги были прикрыты постоянной системой ПВО, состоявшей в основном из крупнокалиберных зенитных пулемётов. По «тропе» на юг перебрасывались регулярные подразделения северовьетнамской армии, а также военное снаряжение. Воинские подразделения весь путь проделывали пешком. Грузы поначалу транспортировались пешими носильщиками и на слонах, но очень скоро для этого стали применять грузовики. После вывода американских войск и связанного с этим ослабления военной активности в регионе «тропа» была значительно усовершенствована и к 1975 году представляла собой всепогодную дорогу 7,9 метра шириной, к ней добавились нефтепровод длиной около 2 тыс. км и телекоммуникационная линия, позволявшая напрямую связываться с полевыми командирами. Генерал Ван Тиен Зунг, руководивший финальным наступлением северовьетнамской армии, хотя много раз ходил по ней пешком, для координации последнего наступления проехал «тропу» на автомобиле от начала до конца.

## Противодействие США
Поскольку в приграничных районах Южного Вьетнама преобладает гористая местность, «тропа Хо Ши Мина» входила на территорию страны в относительно небольшом количестве удобных мест — например, в долинах А-Шау, Йа-Дранг, военной зоне C и «Клюве попугая». В этих местах на протяжении ряда лет почти постоянно проводились крупные операции и происходили сражения. Американским войскам было запрещено вторгаться на территорию Камбоджи и Лаоса из-за формального нейтралитета этих стран. Главнокомандующий войсками Свободного мира во Вьетнаме генерал Уэстморленд несколько раз просил президента США Джонсона разрешить проведение операций на территории этих государств, чтобы перерезать «тропу Хо Ши Мина», но постоянно получал отказ. Для действий на нейтральной территории было создано специальное секретное подразделение MACV-SOG. Подразделение занималось разведкой, установкой датчиков слежения, захватом пленных и небольшими диверсиями, такими как операция Tailwind.
С 1964 года «тропа Хо Ши Мина» подвергалась постоянным бомбардировкам американской авиации. Территория Лаоса была разделена на несколько районов, в каждом из которых действовали свои правила действий для американских пилотов. Бомбардировки проводились в рамках операций «Barrel Roll», «Steel Tiger», «Tiger Hound», «Commando Hunt».
С 20 марта 1967 года по 5 июля 1972 года, во время сезона дождей с марта по ноябрь, армией США проводилась операция «Попай» по использованию климатического оружия посредством самолётов для затопления и размытия «тропы Хо Ши Мина».
Наибольшей интенсивности бомбардировки Лаоса достигли в 1969—1971 годах. Помимо самолётов тактической авиации и стратегических бомбардировщиков B-52 были впервые применены транспортные самолёты Lockheed C-130 Hercules, вооружённые артиллерией (Lockheed AC-130). Это новшество оказалось наиболее эффективным американским оружием на «тропе Хо Ши Мина». Несмотря на огромные потери, которые несли северовьетнамские транспортные отряды по пути на юг (к 1967 году по назначению доставлялось всего 20 % всех грузов), американская авиация никогда не могла полностью перерезать снабжение по «тропе». В 1973 году все бомбардировки были прекращены по требованию Конгресса США.

## Значение

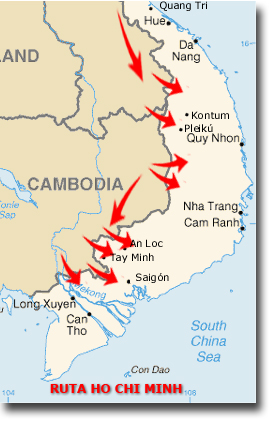
Места вхождения «тропы Хо Ши Мина» на территорию Южного Вьетнама. Вверху посередине территория Лаоса.

Американские и вьетнамские источники сходятся в том, что «тропа Хо Ши Мина» сыграла ключевую роль в победе Северного Вьетнама в войне. По мнению многих американских исследователей, после 1968 года боеспособность местных партизанских сил НФОЮВ поддерживалась практически полностью за счёт Северного Вьетнама. С этого же времени прибывавшие на юг по «тропе» северовьетнамские подразделения несли на себе основную тяжесть военных действий. В частности, Пасхальное наступление 1972 года и победоносное Весеннее наступление 1975 года проводились почти исключительно силами северовьетнамской армии. Единственная за всю войну попытка перерезать «тропу Хо Ши Мина» наземным наступлением была предпринята в 1971 году в ходе вторжения в Лаос, но потерпела неудачу из-за того, что проводилась силами южновьетнамской армии, чьё военное руководство характеризовалось непрофессионализмом и несоответствием занимаемым постам. Бежавший на Запад высокопоставленный вьетнамский офицер Буй Тин в интервью «Уолл-Стрит Джорнэл» в 1995 году заявил, что
Если бы Джонсон утвердил запрос Уэстморленда на вхождение в Лаос и блокирование «тропы Хо Ши Мина», Ханой не смог бы выиграть войну.